# Charulata
Pour plus de détails, voir Fiche technique et Distribution.
Charulata (চারুলতা) est un film indien réalisé par Satyajit Ray, sorti en 1964.
Le scénario est tiré de la nouvelle Nastanirh (The Broken Nest) publiée en 1901 par Rabindranath Tagore, rebaptisée plus tard Charulata.

## Synopsis
Calcutta, 1879. Un jeune et riche intellectuel, Bhupati, finance et publie en anglais un hebdomadaire politique, The Sentinel, et porte peu d'attention à son épouse Charulata, femme sentimentale possédant des dons artistiques, notamment littéraires. Se rendant compte de la solitude de sa femme, Bhupati demande à son cousin Amal, un jeune lettré insouciant et rêveur, d'aider Charulata dans ses efforts littéraires et de stimuler le talent qu'elle pourrait avoir. Petit à petit, Charulata va se prendre d'affection pour Amal et se retrouve bouleversée par l'irruption de nouveaux sentiments...

## Fiche technique
- Titre français : Charulata
- Titre original : চারুলতা
- Titre anglais : The Lonely Wife
- Réalisation : Satyajit Ray
- Scénario : Satyajit Ray, d'après une histoire de Rabindranath Tagore
- Musique : Satyajit Ray et Rabindranath Tagore
- Photographie : Subrata Mitra
- Montage : Dulal Dutta
- Décors : Bansi Chandragupta
- Société de production : R.D.Banshal & Co.
- Société de distribution : Les Acacias (France)
- Pays de production :  Inde
- Langues originales : bengali et anglais
- Format : noir et blanc — 1,37:1[2] — mono — 35 mm
- Genre : drame, romance
- Durée : 117 minutes
- Dates de sortie :
  - Inde : 17 avril 1964
  - Allemagne : juin 1965 (Berlinale)
  - France : 17 juin 1981 (sortie nationale) ; 9 avril 2014 (ressortie - version restaurée)

## Distribution
- Soumitra Chatterjee : Amal
- Madhabi Mukherjee : Charulata
- Shailen Mukherjee : Bhupati Dutta
- Shyamal Ghoshal : Umapada
- Gitali Roy : Manda
- Bholanath Koyal : Braja
- Suku Mukherjee : Nishikanta
- Dilip Bose : Shashanka
- Joydeb : Nilotpal Dey
- Bankim Ghosh : Jagannath
- Subrata Sensharma : Motilal

## Analyse
Une autre manière d'exposer le fil conducteur du film est de partir de son titre - Charulata. Satyajit Ray signe une nouvelle fois un film centré sur une femme. Ses sentiments et sa personnalité sont limités et même contrariés par l'ordre social. Charulata est une femme passionnée, douée pour la littérature. Son appétit pour la vie, sa soif de liberté sentimentale, sa sensualité la font tomber amoureuse du jeune cousin de son mari distant. Ce cousin - Amal - est un jeune diplômé en littérature. Il est joyeux, insouciant. Il l'aide finalement malgré lui à exprimer son talent pour l'écriture, au point où elle sera publiée.
Le mari de Charulata en est le contrepoint politique. Aristocrate fortuné de l'Inde de la fin du XIXe siècle, Bhupati veut être moderne et libéral. Il est obsédé par le fait de ne plus apparaître comme un riche oisif en se lançant dans l'édition d'un journal politique. Il est quant à lui contrarié dans ses rêves à la fois par l'ordre colonial, les réalités économiques et surtout la cupidité de ses proches parents à qui il vient en aide.
Charulata est inscrit au programme limitatif de l'enseignement de spécialité cinéma des sessions 2017, 2018 et 2019 du baccalauréat général (B.O.E.N.)

## Récompenses
- Ours d'argent et OCIC Award lors du Festival de Berlin 1965.